# Tomatmal
Tomatmal, Tuta absoluta, är en fjärilsart som beskrevs av Edward Meyrick 1917. Tomatmal ingår i släktet Tuta och familjen stävmalar, Gelechiidae. I stor del av världen är arten betraktad som skadegörare, då den angriper främst tomater men även potatis, aubergine, pepino, paprika och tobak med flera grödor. Arten förekommer tillfälligt i Sverige och Finland, men reproduktion har ännu inte konstaterats. I Norden är arten klassad som införd/främmande och i Finland till och med invasiv. De fynd som gjorts i Norden är individer som förts in via handel. Inga underarter finns listade i Catalogue of Life.

## Bildgalleri

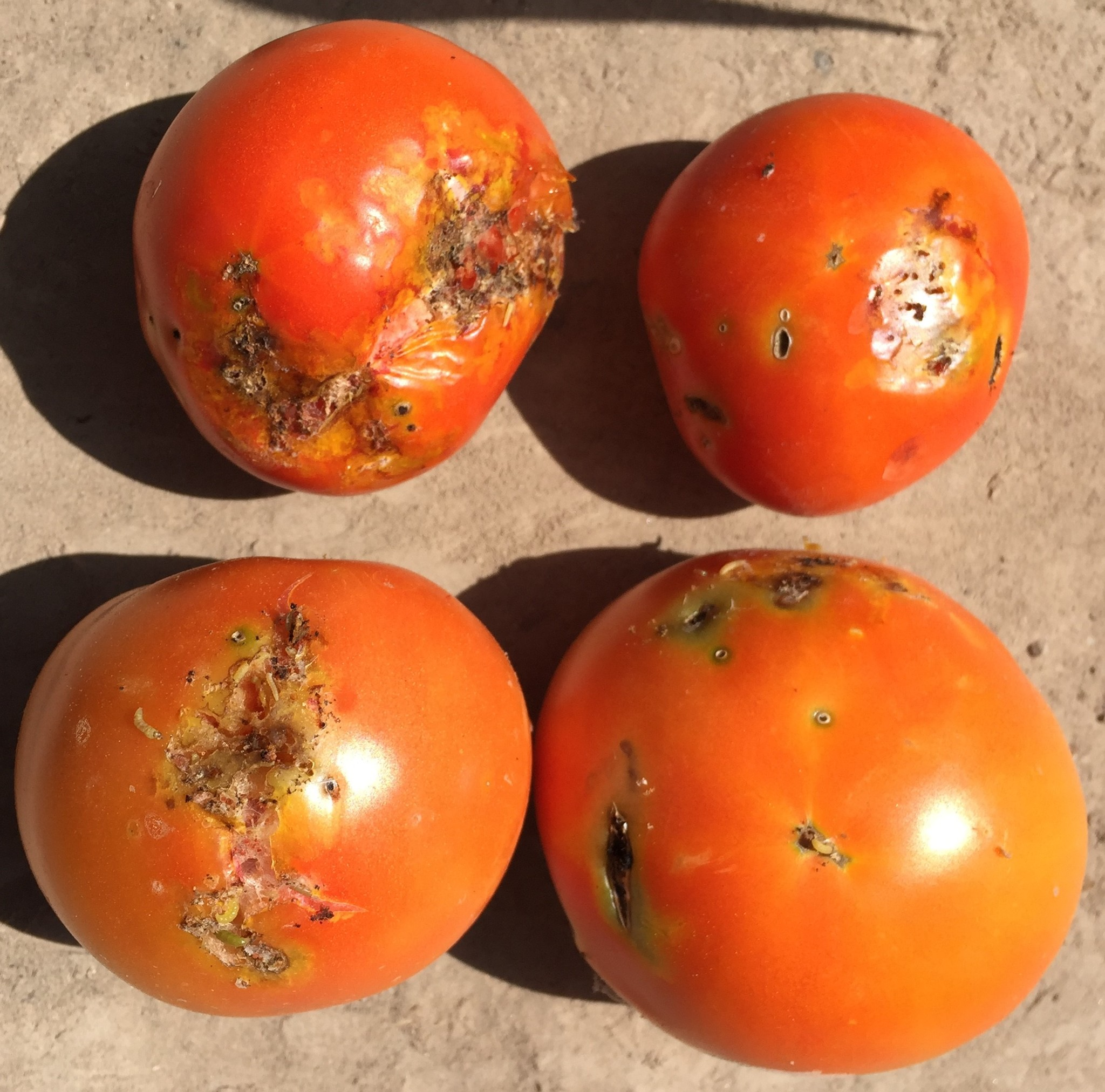
Larvangripna tomater.
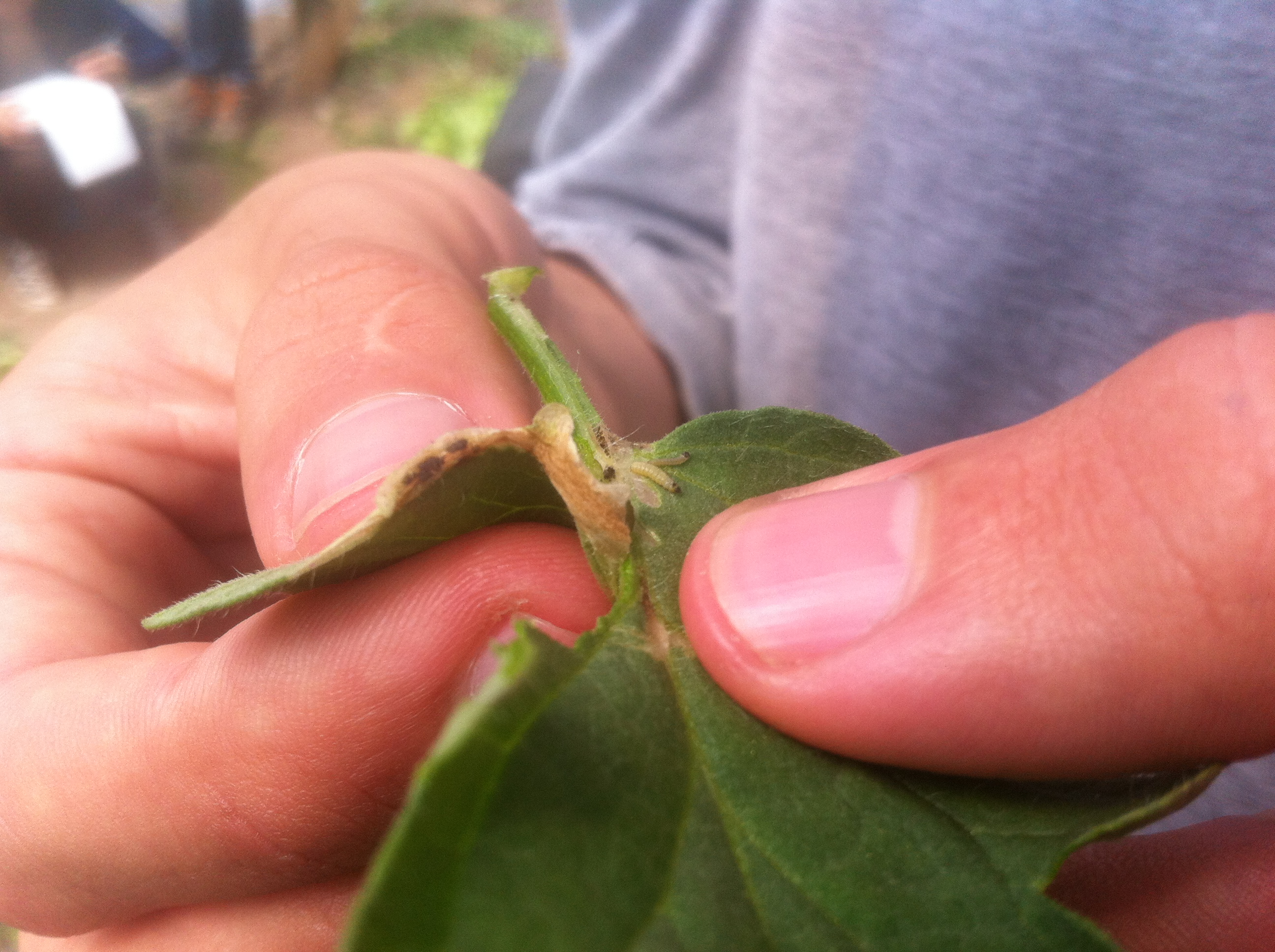
Fjärilens larv på blad.
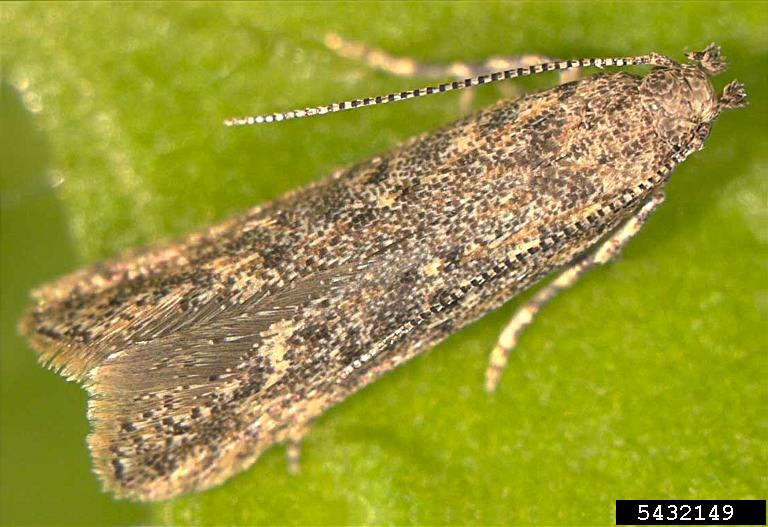
Imago fjäril.
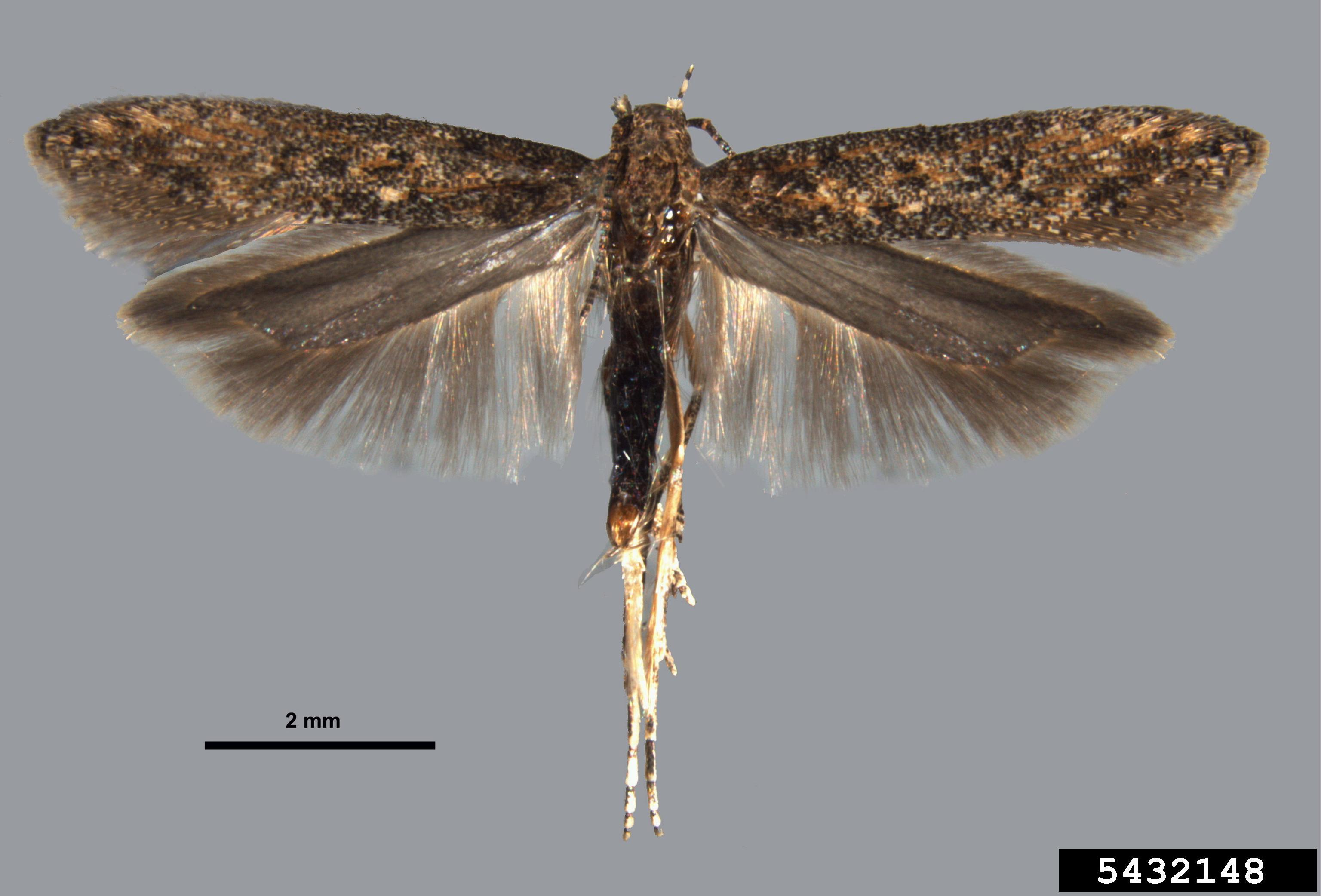
Preparerad (uppnålad) imago fjäril.